# Synagoge Verden (Aller)

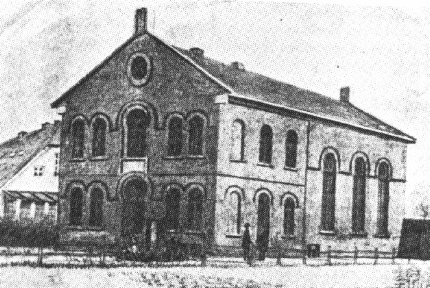
Zeichnung der Synagoge in Verden (19. Jahrhundert)

Die Synagoge in Verden, der Kreisstadt des Landkreises Verden in Niedersachsen, wurde Ende August 1858 eingeweiht. Die Synagoge stand im Bereich des Johanniswalls nahe dem heutigen Justizzentrum.
Im Synagogengebäude waren auch die jüdische Elementarschule und eine Mikwe untergebracht.

## Zeit des Nationalsozialismus
Im Rahmen der Novemberpogrome 1938 zündeten in den frühen Morgenstunden des 10. November 1938 drei Männer, vermutlich Angehörige der SA-Führerschule in Etelsen, die Synagoge an und verschwanden wieder. Die von Nachbarn herbeigerufene Feuerwehr wurde von einem Gestapo-Mitarbeiter angewiesen, den Brand nicht zu löschen. Nachdem die Kultgegenstände entfernt worden waren, wurde die Inneneinrichtung zerschlagen und damit das Feuer angeheizt. Die Synagoge brannte völlig aus, nur die Außenmauern blieben stehen.

## Gedenken

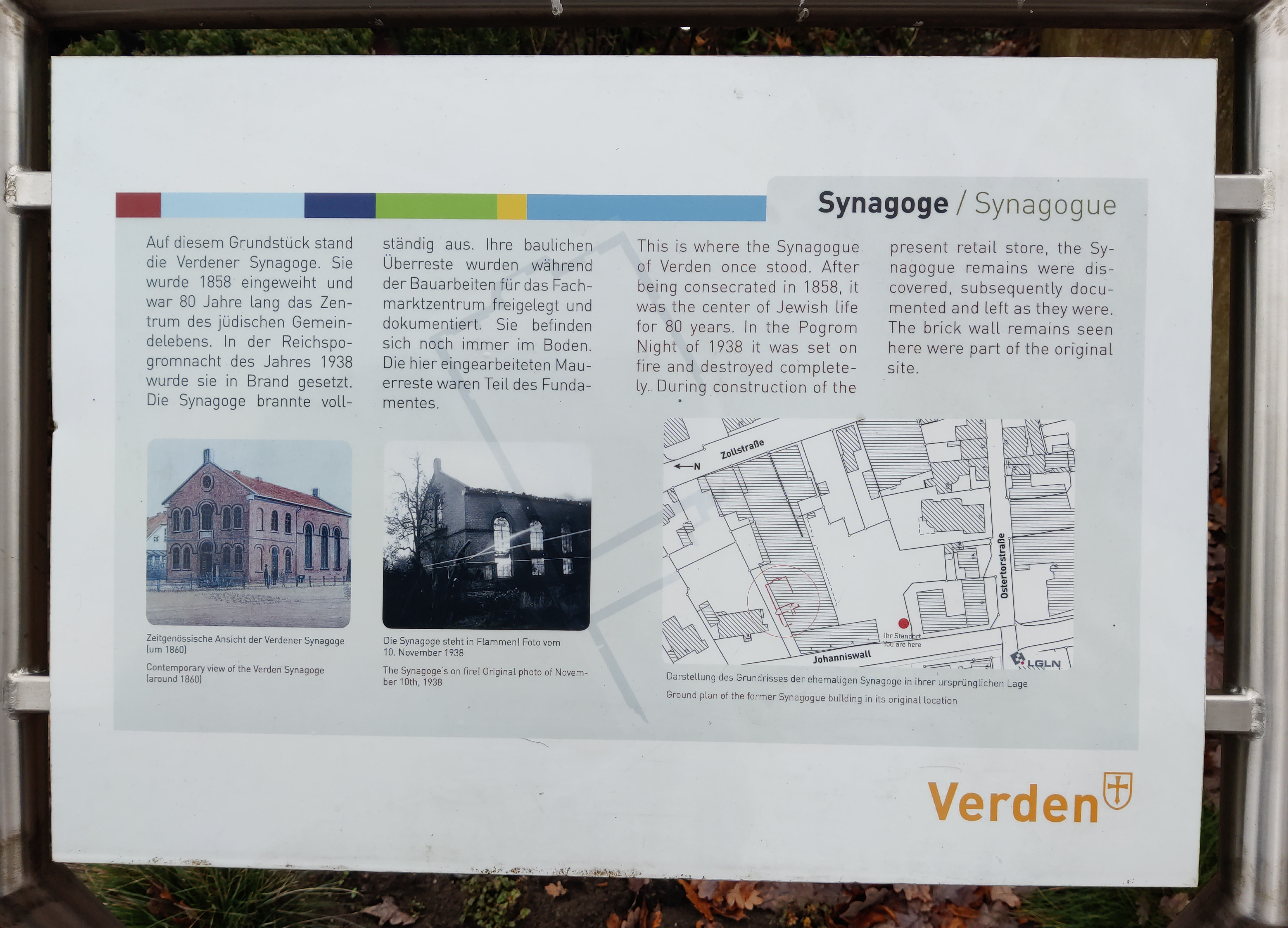
Infotafel am Standort der ehemaligen Verdener Synagoge

Bei Tiefbauarbeiten am Johanniswall wurden im Jahre 2011 Mauerreste der ehemaligen Synagoge entdeckt. Die Kellerräume mit der Mikwe wurden freigelegt. Seit 2015 erinnert eine Informationstafel am Standort der Synagoge an die jüdische Gemeinde Verden.
Auf dem Gehweg in Höhe des früheren Standortes der Synagoge wurden Stolpersteine für die früheren Bewohner verlegt. Dies waren der Rabbiner David Grünfeld, seine Ehefrau Rosa-Frieda, geb. Goldberg, und ihre drei Kinder. Die Familie war während des Brandes am 10. November 1938 nicht anwesend, da sie im Oktober 1938 in Abschiebehaft genommen worden war.
(Siehe auch: Liste der Stolpersteine in Verden (Aller))